# Klokan rudokrký
Klokan rudokrký (Notamacropus rufogriseus, syn. Macropus rufogriseus) je středně velký poměrně podsaditý klokan s dosti hustým kožichem, snadno se pozná podle víceméně červenohnědého týlu. Své jméno získal podle narudlého zbarvení krku a na plecích.

## Základní údaje

Velikost v porovnání s okolním rostlinstvem

Výška klokana rudokrkého je 66 až 93 cm, ocas je dlouhý 62 až 88 cm. Jeho hmotnost se pohybuje mezi 11 až 27 kg. Dožívá se 12 až 15 let.

## Poddruhy
Rozlišují se tři poddruhy:
- Macropus rufogriseus rufogriseus
- Macropus rufogriseus frutica
- Macropus rufogriseus banksianus

## Způsob života
Den tráví klokan rudokrký obvykle ukrytý v lese či ve stepi. Nejaktivnější je za soumraku a v noci, kdy se věnuje pastvě. Většinou se pase několik klokanů spolu najednou. Často se jedná o rodinné nebo alespoň příbuzenské skupiny, které nemají žádného vůdce a jednotlivá zvířata se pohybují podle své vůle, zcela nezávisle na ostatních.
Když některý člen skupiny zjistí poblíž možného nepřítele, varuje ostatní dupáním nebo tlučením ocasem o zem. Skupina tehdy prchne nebo hledá útočiště vběhnutím do vody, když je v okolí.
Samice klokana rudokrkého nosí mládě ve vaku téměř nejdéle ze všech klokanů, až 40 týdnů.

## Potrava
Klokan rudokrký je podobně jako všichni klokani býložravec, živí se výhonky trav, bylinami a listy. Klokani jsou přizpůsobeni k příjmu poměrně chudé potravy a v suchých obdobích se spokojí i s bylinami, kterými by ostatní zvířata pohrdla. K tomu mají zvláštně členěný žaludek, který sice nedosahuje dokonalosti přežvýkavců, ale klokanům umožňuje trávení potravy bohaté na celulózu. Natrávenou potravu klokani také přežvykují.

## Výskyt

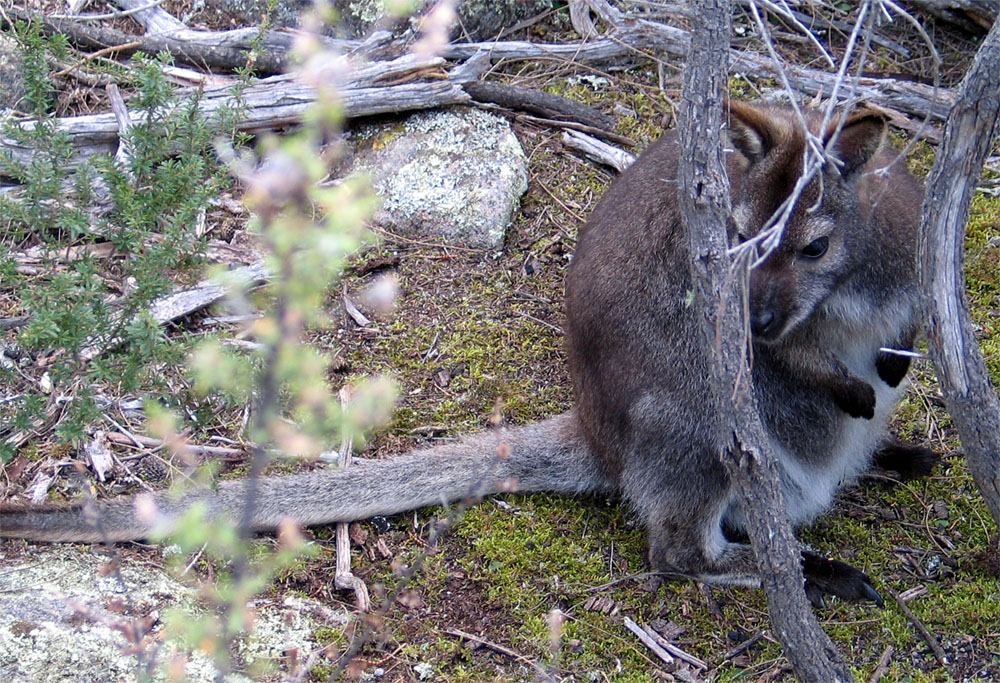
Klokan rudokrký v lese (Freycinet NP, Tasmánie)

Ve dvou poddruzích žije v jihovýchodní Austrálii od jižního Queenslandu až po jihovýchod Jižní Austrálie a na Tasmánii. Dává přednost lesům s hustým podrostem, k pastvě však potřebuje řídce porostlá místa. Je nejhojnější klokan blahovičníkových lesů. Kácení lesů mu spíše prospělo než uškodilo, neboť bylo vytvořeno více přechodů mezi lesem a travnatou krajinou.
Klokanů se vyskytuje přes 300 000, ale poslední dobou jich začíná ubývat.
Zvířata tasmánských populací, která dobře snáší i poměrně tuhou zimu, byla úspěšně přesídlena i na jiné kontinenty, dokonce i do severní a střední Evropy. U pevninské populace se mláďata rodí ve všech ročních obdobích a u tasmánské od února do března, to znamená na vrcholu léta jižní polokoule. Na přelomu 19. a 20. století byl chován i v Česku v oboře u Poděbrad.

## Chov v zoo
V Česku chová tento druh osm zoologických zahrad sdružených do Unie českých a slovenských zoologických zahrad (UCSZOO):
- Zoo Děčín
- Zoo Hluboká
- Zoo Hodonín
- Zoo Chleby
- Zoo Plzeň
- Zoo Praha
- Zoopark Vyškov
- Zoo Zlín

Z toho tři zoo chovají poddruh klokan rudokrký tasmanský: Zoo Chleby, Zoo Praha, Zoopark Vyškov.
Klokan rudokrký je chován i v mnoha dalších českých zoo a zookoutcích, např. Zoo Tábor, Zooparku Zájezd či Zoopark Na Hrádečku v Horní Pěně u Jindřichova Hradce.
Na Slovensku je chován v Zoo Košice a Zoo Spišská Nová Ves. V minulosti byl rovněž chován v Zoo Bojnice a Zoo Bratislava.

### Chov v Zoo Praha
Klokani rudokrcí byli do Zoo Praha prvně dovezeni v roce 1946. Jednalo se o pár z London Zoo bez určení poddruhu. Tomuto páru se v Praze narodilo brzy první mládě. Další zvířata byla dovezena z Whipsnade Zoo, další anglické zoologické zahrady Zoologické společnosti Londýn. Následovaly další odchovy. V roce 1956 se právě odchovaná mláďata dostala do Pekingu, s jehož zoologickou zahradou tehdy probíhaly intenzivní výměny. Chov byl ukončen v roce 1970 a obnoven po dlouhé pauze až roku 2003. Nově se však jednalo o příslušníky tasmánského poddruhu M. r. rufogriseus (klokan rudokrký tasmanský).
Na konci roku 2017 bylo chováno trio těchto klokanů (samec se dvěma samicemi). V roce 2018 přišla na svět samička. Ke konci roku 2018 byl chován samec a tři samice.
Tento druh je od jara 2020 vystavován v expozičním celku věnovaném tasmánské a australské fauně nazvaném Darwinův kráter v dolní části zoo. Průchozí výběh obývá společně s klokany obrovskými.